# Маклин, Рональд
Рональд Гордон Маклин (англ. Ronald Gordon McLean; 26 марта 1881, Лондон — 2 июля 1941) — британский гимнаст, бронзовый призёр летних Олимпийских игр 1912 года в командном первенстве. Участвовал также в командных соревнованиях на летней Олимпиаде 1920 года, занял 5-е место в составе команды Великобритании.